# Dreispitz
Le Dreispitz est un sommet des Alpes bernoises qui culmine à 2 519 mètres d'altitude, dans le canton de Berne.

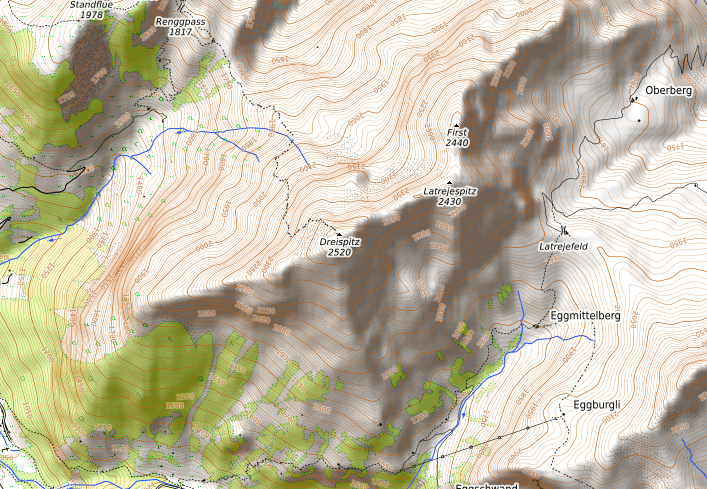
Carte topographique.